# Бамбукове волокно
Бамбу́кове волокно́ — один з видів регенерованого целюлозного волокна, виготовленого з сирого матеріалу бамбукової м'якоті. За тонкістю і білизною воно нагадує класичну віскозу, а також має високу міцність. 
Згідно ряду рекламних матеріалів, бамбукове волокно володіє особливими природними властивостями — антибактеріальними, дезодорує і зупиняє зростання бактерій. Стверджується, що вчені виявили, що бамбукові волокна володіють спеціальною антибактеріальною речовиною, яка носить назву «бамбу-бан». Навіть після п'ятдесяти прань бамбукова тканина залишається антибактеріальною і зупиняє зростання бактерій. Точних посилань на конкретні дослідження, як правило, не вказується.

## Виробництво волокна
Існують два способи виробництва бамбукового волокна з бамбука.

### Хімічна обробка
Гідроліз-підлужнення: гідроксид натрію (NaOH) використовується для перетворення подрібненого бамбука в регенероване целюлозне волокно, тобто розм'якшує бамбук.
Сірковуглець (CS2) використовується для гідролізу-підлужнення, комбінованого з багатофазним відбілюванням. 
Цей метод не є екологічно чистим, але його найчастіше використовують у зв'язку з мінімальними часовими та матеріальними витратами. Продуктів обробки в пряжі не залишається, токсичні залишки вимиваються при подальшій обробці.

### Механічна обробка
Така ж, як при обробці льону і конопель: роздрібнений бамбук обробляється біологічними ферментами (ензимами) з метою перетворити бамбук в м'якоть, з якої вичісують окремі волокна.